# Acostemma indigena
Acostemma indigena är en insektsart som beskrevs av Jacobi 1917. Acostemma indigena ingår i släktet Acostemma och familjen dvärgstritar. Inga underarter finns listade i Catalogue of Life.